# 越南保險
越南保險集團（越南语：／，英語：BAOVIET）為越南規模最大的保險公司，在1965年11月成立。屬下的越南保險（BaoViet Insurance）是越南最大的一般保險公司，2006年的市佔率為35.2%，保單持有人共2,020萬戶；集團另有越南人壽保險（BaoViet Life），2006年有160萬張人壽保險保單。集團在同年底的總資產為10.39億美元。滙豐控股屬下的滙豐保險在2007年以41,210億越南盾（時值約2.55億美元）的代價取得越南保險集團10%股權。
總部在河內的越南保險集團，籌備2009年募股籌資。滙豐入股時，越南保險集團有分行126間、支行400間、員工5,000人、保險代理4萬人。